# Красноармейский проспект (Гатчина)
Красноарме́йский проспе́кт — проспект в городе Гатчине Ленинградской области.
Проспект начинается от площади Коннетабля, проходит непосредственно рядом с плацдармом у дворца и направляется к Егерской Слободе по краю парка Сильвия. 
Образует углы и перекрестки со следующими улицами:
- проспект 25 Октября
- Киевская улица
- улица Жемчужина
- аллея Императора Павла I
- улица Нестерова
- улица Комсомольцев-подпольщиков

## История

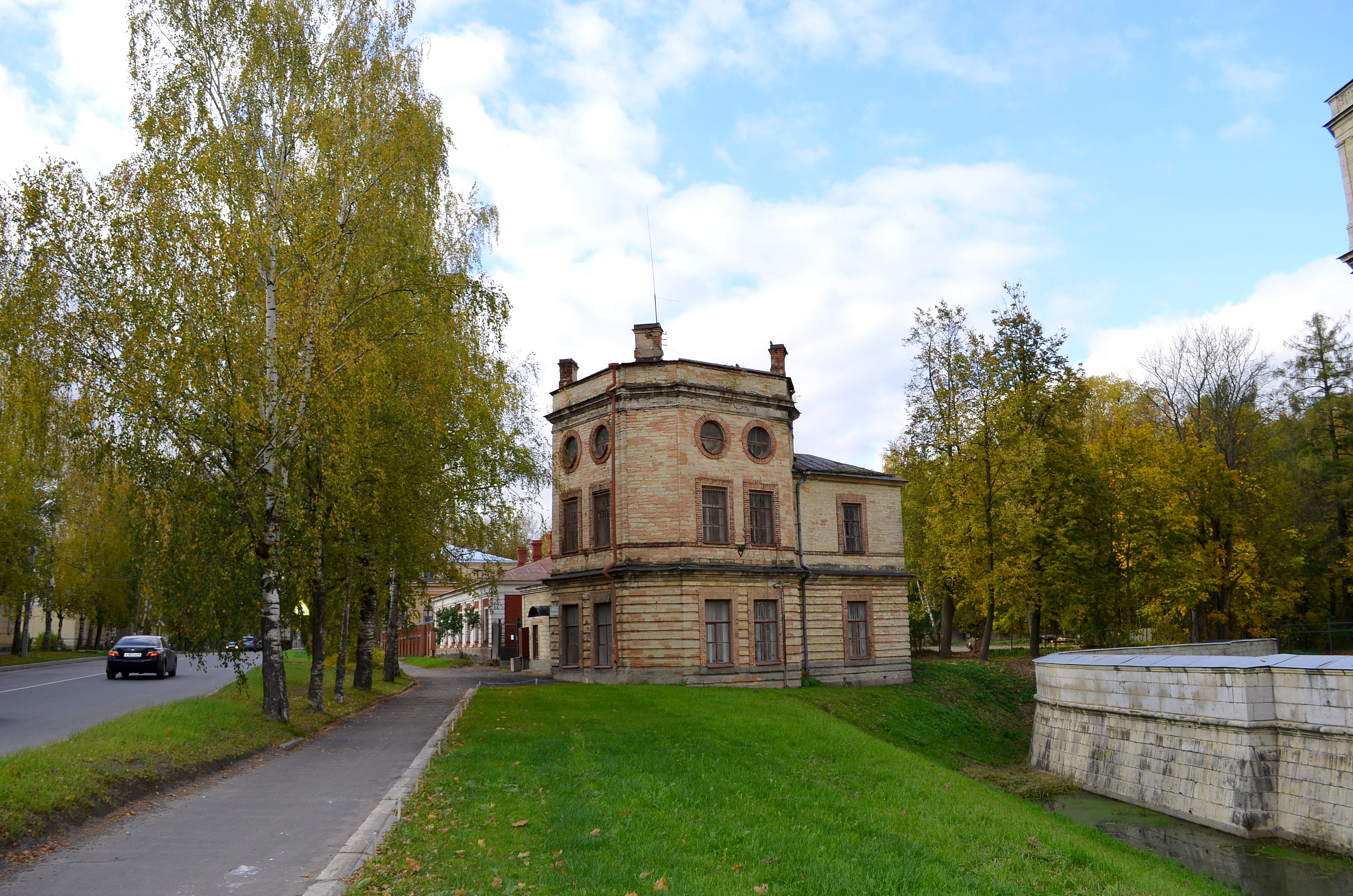
Екатеринвердерская башня на проспекте

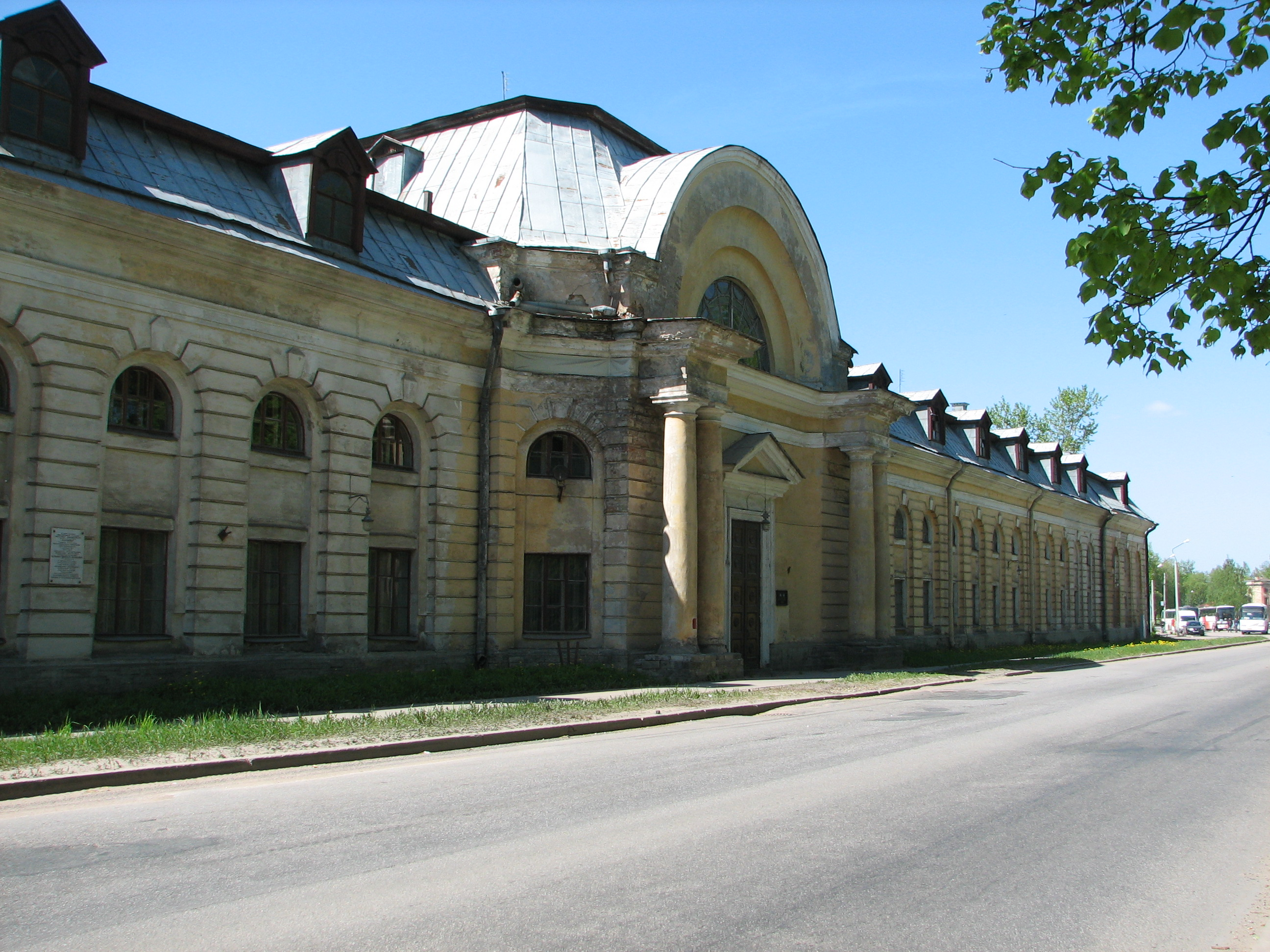
Здание Дворцовых конюшен

Дорога от Гатчинской Мызы в Красное Село и Динабург (Двинск) известна ещё до того, как Гатчина стала городом. Дорога эта, соответственно, называлась сначала Динабургской, затем Красносельской. В XVIII веке была также известна как «дорога на Кипень» или «дорога к Пильной мельнице». В 1820 году она была переименована в Екатеринвердерский проспект, а с 1922 года получила название Красноармейский проспект.
Екатеринвердерский проспект и ещё четыре улицы (в том числе Дровяной и Оружейный переулки) входил в Екатеринвердерскую часть города, одну из трёх частей (современные исследователи уточняют, что город был разделён на четыре части), на которые была разделена Гатчина. Его протяжённость составляла 955 саженей, площадь — 4096,65 квадратных саженей.
В 1798—1800 годах с южной стороны «дороги на Кипень» были построены Дворцовые конюшни, своим главным фасадом они были обращены на будущий Екатеринвердерский проспект. Исследователи отмечают, что прототипом для этой постройки послужили Большие конюшни в Шантийи (архитектор Ж. Обер, 1721—1740), что отражает эстетические предпочтения императора Павла I, застраивавшего Гатчину в стиле французского абсолютизма. В конце XVIII века напротив конюшен, на том участке, где в настоящее время расположен Липовый сад, предполагалось возвести новый корпус дворца с театром. Сохранились три проекта фасадов этого здания, один из которых (инв. № ГДМ-94-XI) имеет своим прообразом восточный и южный фасады Лувра. В 1798 году появился проект возведения комплекса зданий на участке у Кухонного каре дворца. Согласно ему вдоль дороги на Кипень должны были быть выстроены трёхэтажные корпуса служб маршальской части — «поварни, мундшенкская, кофишенкская, фельдекарская, кондитерская, французская поварня…» и другие. Эти здания должны были располагаться вплотную друг к другу и объединяться общим внутренним проходом. Примкнуть этот комплекс предполагалось к выстроенной ранее Екатеринвердерской башне, однако проект не был осуществлён.
Начинаясь от площади Коннетабля, проспект от Екатеринвердерской башни вёл к речке Колпинке, доходил до переезда в Мариенбургскую часть города с пересечением полотна Балтийской железной дороги. Екатеринвердерский проспект вошёл в число улиц города, на которых во второй половине 1880-х годов были устроены мостовые. Оживление работ по благоустройству городских улиц в это время связано с тем, что в 1881 году император Александр III избрал Гатчину своей резиденцией. 
В центре Екатеринвердерского проспекта располагается императорский дворец. В конце XIX века на проспекте рядом с дворцом находились деревянные казармы Сводно-Гвардейского батальона. Здесь находились дом чинов дворцового ведомства, дворцовый телеграф и здания различных дворцовых служб: запасный дом, каменная конюшня на 20 стойл, деревянный экипажный сарай, деревянная прачечная, кирпичное здание ледника.
В начале XX века проспект оставался главной дорогой на западе Гатчины, расположенной между двумя железными дорогами — Балтийской и Варшавской. Вдоль Екатеринвердерского проспекта прошла Балтийская железнодорожная ветка, впоследствии здесь был выстроен Екатеринвердерский микрорайон.

## Достопримечательности
На проспекте расположен Большой Гатчинский дворец, построенный в 1766—1781 годах. Напротив дворца расположено здание бывших Дворцовых конюшен, являющееся архитектурным памятником. Северо-западная часть проспекта является границей парка Сильвия.
На Красноармейском проспекте находится двухэтажный дом № 26. Согласно исследованию Л. И. Прокопенко, этот дом был построен в конце XVIII столетия по проекту И. Е. Старова и принадлежал графу Н. П. Шереметеву. Дом № 50 на Красноармейском проспекте был построен по замыслу архитектора А. Д. Захарова, в нём во времена Павла I располагался Соляной магазин.
На проспекте частично сохранилась дореволюционная застройка.

## Предприятия и организации
На проспекте расположены:
- Центральный военно-морской архив
- Историко-художественный музей-заповедник «Гатчина»
- МУП «Водоканал»
- Медицинская комиссия Гатчинского военкомата
- Детская школа искусств